# Alter Hafen (Portsoy)

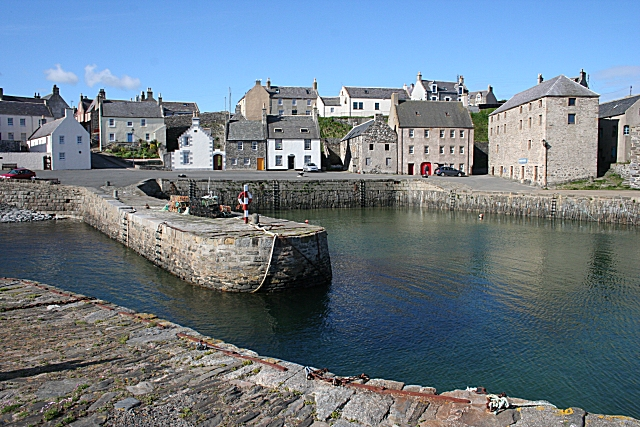
Alter Hafen von Portsoy mit dem Corf Warehouse und 10 Shorehead im Hintergrund

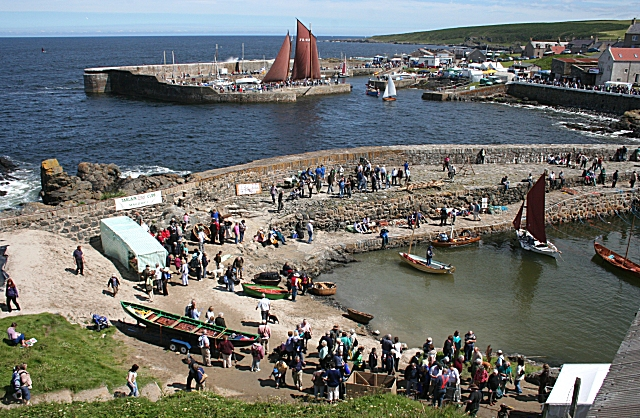
Alter Hafen im Vordergrund und der Neue Hafen im Bildhintergrund

Der Alte Hafen von Portsoy ist eine Hafenanlage in der schottischen Ortschaft Portsoy in der Council Area Aberdeenshire. 1972 wurde das Bauwerk in die schottischen Denkmallisten in der höchsten Denkmalkategorie A aufgenommen. Des Weiteren ist es zusammen mit 10 Shorehead, dem Corf Warehouse, einer Werkstatt und dem Old Co-Operative Grain Store Teil eines Denkmalensembles der Kategorie A.

## Geschichte
Im Atlas Blaeu, der in den 1660er Jahren zusammengestellt wurde, ist zwar die Ortschaft Portsoy, jedoch keine Hafenanlage verzeichnet. Dies harmoniert mit der vermutlichen Errichtung des Hafens um 1692 durch Patrick Ogilvie of Boyne. Im Gegenzug musste Ogilvy zwischen 1701 und 1720 keine Abgaben bei der Verschiffung des Materials aus seinem Steinbruch entrichten. Im Jahre 1724 fanden Befestigungsarbeiten statt. Lewis Alexander Grant-Ogilvy, 5. Earl of Seafield ließ zwischen 1825 und 1828 eine neue Hafenanlage unweit des Alten Hafens errichten, der jedoch bei Stürmen in den Jahren 1839 und 1842 schwer beschädigt wurde. So wurde nach dem Sturm 1842 ausschließlich der Alte Hafen genutzt. Der Hafen diente auch dem internationalen Handel. So wurde dort dem Fischhandel mit dem Baltikum nachgegangen.
Der heute erhaltene Alte Hafen entstammt vermutlich weitgehend einer umfassenden Überarbeitung im Jahre 1884.

## Beschreibung
Der Hafen liegt am Südufer des Moray Firth. Er besteht aus einem geradlinigen Pier und einem grob L-förmigen Pier, welcher die seeseitige Begrenzung bildet. Beide Piere grenzen ein längliches Hafenbecken ab. Ihr Mauerwerk besteht aus Bruchstein sowie vertikal gelegten Steinquadern in den oberen Lagen. Die Poller sind aus Stein.